# Berta Scharrer
Berta Vogel Scharrer (Munique, 1 de dezembro de 1906 – Nova York, 23 de julho de 1995) foi uma cientista teuto-americana que ajudou a descobrir o campo hoje conhecido como neuroendocrinologia.

## Honras
Scharrer foi eleita para a Academia de Artes e Ciências dos Estados Unidos em 1967. Em 1983, ela recebeu a Medalha Nacional de Ciências por "demonstrar o papel central da neurossecreção e dos neuropeptídeos na integração entre funcionamento animal e desenvolvimento".